# トニー・ララミー
トニー・ララミー（Tony Laramie、1999年1月6日 - ）は、カナダの男性総合格闘家。Maximum training centre所属。初代PFCフライ級王者。第2代BTCフライ級王者。
兄は総合格闘家で、UFCへの出場歴があるTJ・ララミー。

## 来歴
11歳の時から兄のTJ・ララミーの影響でレスリング、格闘技の練習を始めると、15歳でレスリングの国内王者に輝いたほか、WKAキックボクシング王座も獲得した。アマチュア戦績は7戦無敗（1KO、5度の一本勝利）。また、格闘技以外でもサッカーやボウリングを趣味の延長で経験した。
2017年4月、カナダのTKO MMAで3R TKO勝利によりプロデビュー戦を白星で飾るも、その後は2連敗。2019年6月、PFCでの負傷からの再起戦を2RハイキックKOで飾って以降、国内団体のほかLFA等にも参戦し8連勝中、うち6勝はKO /TKO勝利を挙げている。
2020年3月、PFC13でPFCフライ級王座決定戦を行いクラウディオ・レデスマと対戦し、PFCフライ級のベルトを獲得。
2023年8月、初参戦のBTCでダニエル・ヌニエスと対戦して、1Rわずか33秒TKO勝利。
2024年6月、BTC 24で空位のBTCフライ級王座をCES王者ジョシュ・スミスと争い、1Rにカウンターの左でダウンを奪うと追撃のパンチ連打で25秒TKO勝ちを納め、BTCフライ級王者となり、2本目のベルトを獲得。

### RIZIN
2024年8月、9勝2敗でRIZINと契約。
2024年11月17日、RIZIN LANDMARK 10で村元友太郎と対戦し、3R判定勝ちを収めた。これで2019年から8連勝となった。勝利するも、試合前日に熱が出て思うような試合が出来なかったことから涙を流した。
2025年3月30日、RIZIN.50で伊藤裕樹と対戦し、お互いにダウンを奪い合う壮絶な打ち合いの末に0-3の判定負けを喫し、8連勝がストップした。RIZIN公式スタッツによると両者3R合計で636発の打撃が飛び交う激しい展開の試合となった。

## 人物
- 自分のことを『ワイルドマン』と呼んでいる。プロレスが好きで、試合前のプロモーションの重要性をしっかりと理解しており、RIZIN初参戦の村元戦では、ビール缶を頭上で潰して頭からビールをかぶながら試合をアピールする謎のパフォーマンスをして注目を集めた[映像 1]。
- また、対戦相手の村元友太郎と村元のセコンドの春日井“寒天”たけしが、アンサー動画としてララミーのパフォーマンスを茶化して煽るパロディ動画をアップしたところ、それを見たララミーは激昂するどころか大喜びした[9][映像 2]。

・フライ級選手でありながら通常体重は90kg近くあることが2025年3月28日のRIZIN公式配信内で語られている。

## 戦績

### 総合格闘技
| 総合格闘技 戦績 | 総合格闘技 戦績 | 総合格闘技 戦績 | 総合格闘技 戦績 | 総合格闘技 戦績 | 総合格闘技 戦績 | 総合格闘技 戦績 |
| --------------- | --------------- | --------------- | --------------- | --------------- | --------------- | --------------- |
| 13 試合         | (T)KO           | 一本            | 判定            | その他          | 引き分け        | 無効試合        |
| 10 勝           | 6               | 0               | 4               | 0               | 0               | 0               |
| 3 敗            | 1               | 0               | 2               | 0               | 0               | 0               |

| 勝敗 | 対戦相手               | 試合結果                             | 大会名                           | 開催年月日     |
| ×    | 伊藤裕樹               | 5分3R終了 判定0-3                    | RIZIN.50                         | 2025年3月30日  |
| ○    | 村元友太郎             | 5分3R終了 判定3-0                    | RIZIN LANDMARK 10                | 2024年11月17日 |
| ○    | ジョシュ・スミス       | 1R 0:25 TKO（左フック→パウンド）     | BTC 24 【BTCフライ級王座決定戦】 | 2024年6月8日   |
| ○    | ダニエル・ヌニェス     | 1R 0:33 TKO（右ストレート→パウンド） | BTC 21                           | 2023年8月5日   |
| ○    | セルジオ・キンテーロ   | 1R 4:15 TKO（グラウンドパンチ）      | PFC 16                           | 2023年4月23日  |
| ○    | タイアス・ホワイト     | 5分3R終了 判定3-0                    | LFA 120                          | 2021年12月10日 |
| ○    | クラウディオ・レデスマ | 5分5R終了 判定3-0                    | PFC 13 【PFCフライ級王座決定戦】 | 2020年3月8日   |
| ○    | ダレン・ミマ           | 2R 2:22 TKO（グラウンドパンチ）      | PFC 11                           | 2019年9月28日  |
| ○    | サム・デバルケ         | 2R 4:16 TKO（左ハイキック→パウンド） | PFC 10                           | 2019年6月15日  |
| ×    | ジョーダン・グラハム   | 2R 1:00 TKO（負傷）                  | TKO 41                           | 2017年12月8日  |
| ×    | ルイ・ジュールダン     | 5分3R終了 判定0-3                    | TKO 39                           | 2017年6月16日  |
| ○    | デレク・フォーク       | 3R 3:48 KO（パンチ）                 | TKO 38                           | 2017年4月7日   |
| ○    | キース・リー           | 5分3R終了 判定3-0                    | TKO 37                           | 2017年1月13日  |

### 試合映像
1. ↑  『【試合映像】村元友太郎 vs. トニー・ララミー / Yutaro Muramoto vs. Tony Laramie - RL.10』RIZIN公式YouTubeチャンネル、2025年。
2. ↑  『【試合映像】伊藤裕樹 vs. トミー・ララミー - RIZIN.50』RIZIN公式YouTubeチャンネル、2025年。

### 補足映像
1. ↑  『【番組】RIZIN CONFESSIONS #166（※番組内で試合映像＆トミー・ララミーと村元友太郎による試合振り返りドキュメンタリー番組）』RIZIN公式YouTubeチャンネル、2024年。
2. ↑  『【番組】RIZIN CONFESSIONS #175 （※番組内で試合映像＆伊藤裕樹とトミー・ララミーによる試合振り返りドキュメンタリー番組）』RIZIN公式YouTubeチャンネル、2025年。

### 映像資料
1. ↑  “RIZIN公式X トニー・ララミーが公開した動画。「トニーララミー🇨🇦より ファンへメッセージ🗯」”.   X (Twitter). 2024年11月30日閲覧。
2. ↑  “村元友太郎がアップした動画。村元「闘牛トニーララミーをマタドール村元友太郎が必ずKOします！ ポートメッセなごやへ応援よろしくお願いします！」”.   X (Twitter). 2024年11月30日閲覧。